# Michael Frater
Michael Frater, född 6 oktober 1982 i Manchester, Jamaica är en friidrottare som tävlar i kortdistanslöpning. 
Fraters genombrott kom när han som junior blev femma på 100 meter vid VM för juniorer 2000. Hans första mästerskap som senior var VM 2003 i Paris där han blev utslagen i kvartsfinalen. Han deltog även vid Olympiska sommarspelen 2004 i Aten där han slutade sexa i sin semifinal och därmed inte gick vidare till finalen.
Sin första mästerskapsmedalj vann han vid VM 2005 i Helsingfors då han blev tvåa på 100 meter på tiden 10,05, slagen bara av USA:s Justin Gatlin. 2007 slutade han trea vid IAAF World Athletics Final i Stuttgart efter Asafa Powell och Jaysuma Saidy Ndure. 
Under 2008 deltog han vid Olympiska sommarspelen i Peking där han individuellt blev sexa på det nya personliga rekordet 9,97. Vidare var han med i Jamacias stafettlag på 4 x 100 meter tillsammans med  Nesta Carter, Asafa Powell och Usain Bolt. Laget vann olympiskt guld på det nya världsrekordet 37,10. Han avslutade friidrottsåret genom att bli trea vid IAAF World Athletics Final i Stuttgart efter Asafa Powell och Nesta Carter.
Vid VM 2009 tävlade han på 100 meter men blev utslagen i semifinalen. Han gick i det jamaicanska stafettlaget som blev världsmästare på 4 x 100 meter. Frater tävlade åter igen på 100 meter och lyckades springa på tiden 9,88 vilket var ännu ett nytt personligt rekord för Frater. 